# Gilgen’s Tortenkutsche
Gilgen’s Tortenkutsche, eingetragener Name GILGEN’S Bäckerei & Konditorei GmbH & Co. KG, ist eine Bäckereikette aus Hennef-Uckerath. Das Unternehmen hat über 40 Filialen im Raum Rhein-Sieg mit 500 Angestellten.

## Geschichte
1880 eröffnete Franz-Josef Gilgen seine erste Bäckerei in Uckerath. Die ersten Gilgen-Torten kutschierte Sohn Wilhelm Gilgen noch mit dem Pferdewagen zur Kundschaft. Diese Kuriosität inspirierte den Urenkel, den Betrieb bei der Übernahme von seinem Vater Josef in Tortenkutsche umzubenennen. Doch bis es so weit war, führte der Enkel des Firmengründers mit seiner Frau Marga das Unternehmen. Diese eröffneten 1948 eine Bäckerei mit Lebensmittelhandel und 1956 ihr erstes Café an der Westerwaldstraße 180. Als Sohn Franz-Josef den Betrieb 1979 übernahm, zog das Café acht Hausnummern weiter. Dort befindet es sich auch heute noch. Im Herbst 1979 wurde die erste Filiale in Eitorf eröffnet.